# Antonio Olmo (cyclisme)
Pour le footballeur espagnol, voir Antonio Olmo.
Olmo  Menacho est un nom espagnol. Le premier nom de famille, en général paternel, est Olmo ; le second, en général maternel, souvent omis, est Menacho.
Antonio Olmo Menacho (né le 19 août 1982 à El Cuervo de Sevilla en Andalousie) est un coureur cycliste espagnol, professionnel entre 2004 et 2013. Il a notamment été membre des équipes Comunidad Valenciana et Andalucía-Cajasur. Son frère aîné Juan est également coureur cycliste.

## Biographie
Antonio Olmo passe professionnel en 2004, au sein de l'équipe Comunidad Valenciana. Durant ces trois saisons avec cette formation, il occupe principalement un rôle d'équipier, son meilleur résultat étant une 21e place au Tour de Grande-Bretagne 2005. En juin 2006, il fait partie des coureurs cités dans l'affaire Puerto, scandale de dopage révélé durant l'été. Finalement, il est blanchi le mois suivant par la justice espagnole, comme plusieurs de ses coéquipiers. 
La formation Comunidad Valenciana disparaissant, Antonio Olmo rejoint une autre équipe professionnelle espagnole en 2007 : Andalucía-Cajasur, où il rejoint son frère Juan. Redescendu en amateur au sein de Fuerteventura-Canarias en 2008, il réalise une belle saison sur le circuit amateur espagnol, qui lui permet de remporter la Coupe d'Espagne de cyclisme.
En 2009, il repasse professionnel en rejoignant l'équipe continentale colombienne Boyacá es Para Vivirla. Pour son retour à ce niveau, il obtient la septième place du Tour de La Rioja, au mois d’avril. Cette expérience sera cependant de courte durée, puisqu'il réintègre dès 2010 les rangs amateurs espagnols, avec le club Extremadura-Spiuk. Là encore, il se montre à son avantage sur le calendrier national amateur. Vainqueur du Trofeo Ayuntamiento de Zamora et d'une étape du Tour de Galice, il se classe également deuxième du Tour de La Corogne et du Tour de Castellón. À la suite de cette saison réussie, il confie avoir l'ambition de retrouver une place parmi les professionnels.
À compter de 2011, il prend la direction du Portugal en signant avec le club Louletano-Loulé. Sous ses nouvelles couleurs, il gagne une étape du Tour des comarques de Lugo et le classement général du Tour de Zamora.

## Palmarès et classements mondiaux

### Palmarès
- 2000
  - Gipuzkoa Klasika
  - Classement général de la Vuelta al Besaya
- 2003
  - 2e du Trophée Guerrita
  - 3e de la Clásica Ciudad de Torredonjimeno
- 2008
  - Vainqueur de la Coupe d'Espagne de cyclisme
  - 2e étape du Tour de Castellón
  - 3eb étape du Tour de Zamora (contre-la-montre par équipes)
  - Tour de Tenerife :
    - Classement général
    - 1re (contre-la-montre par équipes) et 2e étapes

  - 2e de la Cinturó de l'Empordà
  - 3e du Circuito Guadiana
  - 3e du Tour de la Communauté aragonaise
- 2010
  - Trofeo Ayuntamiento de Zamora
  - 4e étape du Tour de Galice
  - 1re étape du Tour de Tenerife (contre-la-montre par équipes)
  - 2e du Tour de La Corogne
  - 2e du Tour de Castellón
- 2011
  - 3e étape du Tour des comarques de Lugo
  - Classement général du Tour de Zamora
- 2012
  - 1rea étape du Tour de Tenerife (contre-la-montre par équipes)

### Classements mondiaux
| Année           | 2007 | 2008 | 2009 |
| --------------- | ---- | ---- | ---- |
| UCI Europe Tour | 967e | 440e | 793e |